# Kyphosus cornelii
Kyphosus cornelii is een straalvinnige vissensoort uit de familie van loodsbaarzen (Kyphosidae). De wetenschappelijke naam van de soort is voor het eerst geldig gepubliceerd in 1944 door Whitley.